# 에코비
에코비(ECOBEE) 또는 도시형 자기부상열차는 한국기계연구원에서 개발한 대한민국의 자기부상열차 차량의 이름이다.

## 역사
이 차량은 2006년에 개발된 UTM-02를 발전시켜서 광역시급 지방자치단체에서 운행할 만한 차량을 만들기 위해 개발되었다.
- 2006년 12월 21일: 건설교통부, 한국기계연구원과 협약 체결
- 2007년 1월 31일: 한국기계연구원, 도시형자기부상열차 실용화사업단 출범
- 2007년 6월 26일: 인천광역시에 시범 노선을 건설하기로 결정 (대구, 대전, 광주, 창원은 노선 후보에서 탈락)[1]
- 2009년 12월: 현대로템에서 시험 차량 제작 완료
- 2013년 7월 이후: 차량의 이름이 에코비로 결정[2][3]
- 2016년 2월 3일: 시범 노선으로 이 차량을 활용한 인천공항 자기부상철도 개통

## 특징
대한민국의 현대로템과 한국기계연구원이 대한민국 기술로 개발한 차량으로, 전자석의 힘을 이용하여 선로 위에 8㎜ 높이로 떠서 이동하는 방식으로 구동된다. 바퀴 없이 전자기력을 이용하여 구동되므로, 운행 시 마찰에 의한 소음과 진동, 분진이 거의 없다. 열차 한 대당 최대 230명을 수용할 수 있다. 설계 최고 속도는 110km/h이다.

## 배속
- 101~104편성: 용유차량사업소, 2량

## 현재 운행구간
- ● 인천공항 자기부상철도 : 인천공항1터미널~용유

## 현황
현재 운행 중인 차량은 굵은 글씨로 표시했다.
| 차호     | 도입 시기 | 운행 중단 시기 | 비고                                  |
| -------- | --------- | -------------- | ------------------------------------- |
| 101 편성 | 2009년    | 운행 중        |                                       |
| 102 편성 | 2010년    | 운행 중        |                                       |
| 103 편성 | 2011년    | 운행 중        | 전조등이 백열등에서 LED로 교체되었다. |
| 104 편성 | 2012년    | 운행 중        |                                       |

## 사진

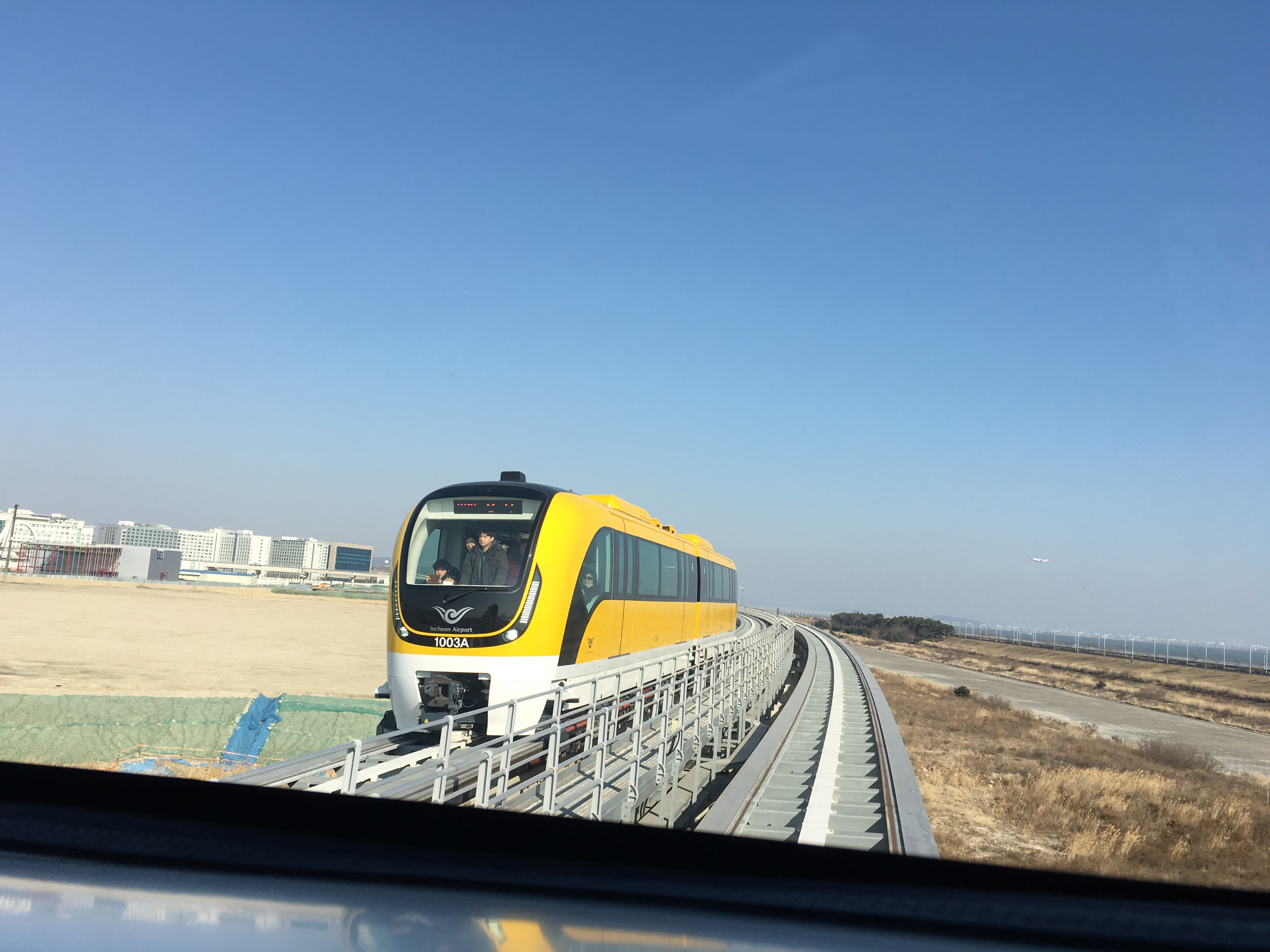

103편성